# Motorola
Motorola, «Моторола» — американская компания, занимавшая в своё время лидерские позиции в области интегрированных телекоммуникаций и встроенных электронных систем.
В 2010 году занимала 110-е место в списке крупнейших компаний США Fortune 500. Главный офис располагался в Шомберге, неподалёку от Чикаго, штат Иллинойс (США).
В 2011 году компания была разделена на Motorola Solutions и Motorola Mobility. Последняя затем была поглощена компаниями Google и Lenovo.

## История
В 1928 году компания Motorola начала своё существование как семейная компания Galvin Manufacturing, основанная братьями Полом и Джозефом Галвинами. На работу было принято 5 человек. Компания выпускала блоки питания для радиоприёмников. В 1930 году компания начала производство автомобильных радиоприёмников, для них была зарегистрирована торговая марка Motorola, образованная от слова англ. motor — транспортное средство и окончание -ola названия марки популярного тогда домашнего радиоприёмника Victrola. Сам приёмник изобрёл знаменитый в будущем авиаконструктор Уильям Лир. Вскоре компания стала поставлять рации для полицейских машин. В 1937 году Galvin Manufacturing первой начала производство радиоприёмников с кнопочной настройкой. В годы Второй мировой войны компания была одним из основных поставщиков армейских раций (Walkie-Talkie).
В 1943 году Galvin Manufacturing стала открытым акционерным обществом и вышла на фондовую биржу. В 1947 году Galvin Manufacturing Corporation была переименована по названию своей самой популярной торговой марки — в Motorola. В том же 1947 году Motorola начала выпуск телевизороров и купила компанию Detrola, поставщика автомобильных радиоприёмников для компании Ford.
Вскоре после изобретения в 1948 году в Bell Laboratories транзистора Motorola поспешила создать своё подразделение полупроводников, которое возглавили Роберт Галвин (сын Пола Галвина) и Дэн Нобл. В 1950-х годах Motorola открыла в Финиксе (штат Аризона) завод по производству транзисторов, став крупным поставщиком полупроводниковых приборов. В 1956 году Motorola выпустила первый в мире пейджер — радиоприёмник, получающий адресованные только ему сообщения. С 1958 года Motorola участвовала в космических программах США, её оборудование использовалось практически во всех запусках. 
В 1960-х годах компания начала расширять деятельность в другие страны, наиболее значимыми стали филиалы в Мексике и Японии. Также в этот период Motorola приобрела несколько компаний в смежных отраслях, но все они вскоре были проданы. В 1974 году было продано подразделение потребительской электроники, основной продукцией которого были телевизоры под маркой Quasar; его купила японская компания Matsushita. В 1977 году была куплена компания Codex Corporation, а в 1978 году — Universal Data Systems; обе производили оборудование для передачи данных. В 1982 году был куплен производитель компьютеров Four-Phase Systems.

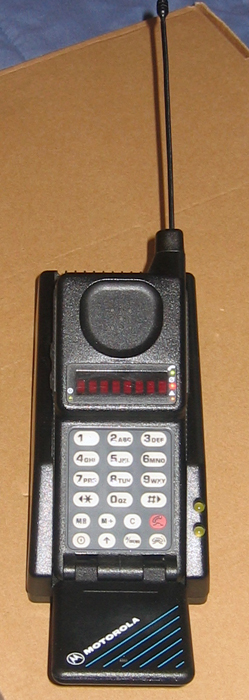
Одна из первых моделей сотовых телефонов Motorola

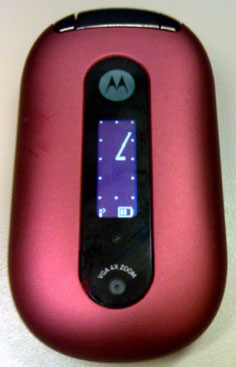
Мобильный телефон Motorola PEBL

Motorola была одним из основателей систем мобильной связи. 3 апреля 1973 года глава подразделения систем связи компании Motorola Мартин Купер совершил первый в мире звонок с мобильного телефона главе исследовательского отдела конкурирующей компании Bell Labs Джоэлу Энгелу.
Первый в мире коммерческий портативный сотовый телефон Motorola DynaTAC 8000X был выпущен 6 марта 1983 года. Новинка массой почти в 800 граммов с аккумулятором, которого хватало на 8 часов, и размерами 33×4,4×8,9 см стоила 3995 долларов — тем не менее, вызвала в США ажиотаж. Тогда же начала работу первая сотовая сеть компании, на её создание было потрачено 20 лет и 200 млн долларов. В 1986 году Motorola добилась от Министерства торговли США введения дополнительных пошлин на японские сотовые телефоны, что позволило ей добиться высокой доли на этом рынке.
В 1970—1990-е годы компания производила микропроцессоры. В частности, процессоры 68000 (выпускались с 1974 года) и PowerPC (с 1993 года) использовались в компьютерах Apple Macintosh и Amiga, а также игровых приставках Sega Mega Drive и Neo-Geo, различной бытовой и офисной электронике.
В 1986 году в корпорации была разработана концепция управления производством — «Шесть сигм» (англ. Six Sigma). Зрелость производственного процесса в этой концепции описывается как σ-рейтинг отклонений, или процентом бездефектной продукции на выходе, так, процесс управления качеством 6σ на выходе даёт 99,99966 % выходов без дефектов, или не более 3,4 дефектных выходов на 1 млн операций. Motorola установила в качестве цели достижение показателя качества 6σ для всех производственных процессов, и именно этот уровень и дал наименование концепции. В 1988 году компания получила первую награду Малкольма Болдриджа, высшую награду США за высокое качество работы.
В начале 1990-х годов компания стала расширять деятельность на рынки стран Азии, Восточной Европы и Латинской Америки. В 1993 году были открыты два завода в Китае, на то время крупнейшая производственная база американской компании в КНР. По состоянию на 1993 год Motorola занимала третье место в мире по производству полупроводников после Intel и NEC Corporation, в то же время лидировала по продажам сотовых телефонов (45 % мирового рынка) и пейджеров (85 %). Выручка за 1993 год составила 17 млрд долларов, а чистая прибыль — 1 млрд долларов.
В 1997 году пост генерального директора занял Кристофер Галвин (сын Роберта). В это время Motorola уже начала испытывать проблемы — доля на рынке сотовых телефонов США быстро падала, рост выручки замедлился, а прибыль снижалась. Среди причин назывались отсутствие значительных инноваций, особенно в области цифровых технологий, система автономных подразделений, которая замедляла разработку новых продуктов, а также внешние факторы, такие как Азиатский финансовый кризис. В 1998 году было закрыто несколько заводов и сокращено 10 % сотрудников (15 тысяч человек). В конце 1998 года начал работу проект спутниковой телефонии Iridium; на его разработку было потрачено около 10 лет и 5 млрд долларов; из-за технических проблем и высокой стоимости услуги (3 доллара за минуту разговора) уже в 1999 году проект обанкротился. В 1999 году подразделение по производству дискретных полупроводников (англ. Semiconductor Component Group, SCG) было выделено в самостоятельную компанию ON Semiconductor. В начале 2000 года была куплена General Instrument Corporation, производитель IPTV-ресиверов; за него было заплачено 17 млрд долларов собственными акциями.
В 2001 году было продано подразделение интегрированных информационных систем (оборонный подрядчик), его купила General Dynamics. В 2004 году было отделено подразделение по производству интегральных полупроводников (англ. Semiconductor Products Sector) в компанию Freescale Semiconductor. В 2006 году компания Freescale Semiconductor была куплена консорциумом, возглавляемым Blackstone Group LP, что стало крупнейшей частной покупкой технологической компании и вошло в десятку самых крупных сделок в мире.
19 сентября 2006 года Motorola поглотила Symbol Technologies, Inc. (торговая марка Symbol принадлежала The Enterprise Mobility Company; штаб-квартира в США). Symbol имела около 900 патентов в области лазерного сканирования, имидж-сканирования штрих-кодов, RFID, лазерных проекционных дисплеев, технологий мобильных вычислений, беспроводных технологий и произвела более 7 миллионов сканеров-штрих кода и терминалов сбора данных. Сумма сделки составила около 3,9 млрд долларов (15 долларов за акцию). В 2007 году было продано подразделение встроенных систем (услуги и продукты производителям различного оборудования). Также в 2007 году был куплен разработчик программного обеспечения для мобильных телефонов Good Technology и проведена реструктуризация, в ходе которой были созданы подразделения мобильных устройств (Mobile Devices), сетевого оборудования для малого и среднего бизнеса (Home and Networks Mobility), а также подразделение для решений крупных клиентов (Enterprise Mobility Solutions).
В июле 2010 года Nokia Siemens Networks достигла соглашения с корпорацией Motorola Inc. о приобретении части подразделения Enterprise Mobility Solutions, связанного с беспроводным сетевым оборудованием за 1,2 млрд долларов сделка была завершена в апреле 2011 года. В начале января 2011 года подразделение Mobile Devices было выделено в самостоятельную компанию Motorola Mobility; помимо мобильных телефонов она выпускала телевизионные ресиверы и видеорекордеры. Правопреемником Motorola Inc. стала Motorola Solutions, которая получила большую часть интеллектуальной собственности и активов Motorola Inc.
В августе 2011 года было объявлено о достижении соглашения по поглощению компании Motorola Mobility корпорацией Google с ожидаемой стоимостью сделки — 12,5 млрд долларов. Сделка была закрыта в мае 2012 года.
В 2014 году Motorola Mobility была приобретена китайской компанией Lenovo. Общая сумма сделки составила 2,91 млрд долларов, при этом корпорация Google сохранила за собой портфель патентов компании Motorola.
В апреле 2025 года Motorola представила обновлённые смартфоны-«раскладушки» Razr — у Ultra есть версия с отделкой под дерево. Всего Motorola представила три обновлённые модели смартфонов — Razr, Razr Plus и Razr Ultra.

## Деятельность

### Структура
В компании Motorola было три ключевых подразделения:
- Мобильные решения для предприятий (Enterprise Mobility Solutions)
- Мобильные решения для дома и операторов сетей (Home & Networks Mobility)
- Мобильные устройства (Mobile Devices)

### Показатели деятельности
Выручка за 2008 год — 30,1 млрд долларов (падение на 18 %), чистый убыток — 4,16 млрд долларов
Выручка за 2007 год — 36,6 млрд долларов, чистый убыток — 49 млн долларов.
Выручка за 2006 год — 42,9 млрд долларов (в 2005 — 36,8 млрд долларов), чистая прибыль — 3,4 млрд долларов.

### Motorola в России
Представительство компании в России было открыто в 1993 году, и во второй половине 2000-х годов численность его персонала доходила до тысячи человек. Однако затем компания уступила свою долю российского рынка мобильных телефонов конкурентам и приняла решение с 1 января 2011 года закрыть своё торговое представительство в Москве (торговое представительство Motorola Mobility).
Вместе с тем представительство Motorola Solutions (решения для корпоративных заказчиков и бизнеса по созданию iDEN-инфраструктуры) продолжает свою деятельность в Российской Федерации.

### Motorola в Израиле
В Израиле компания была представлена отделением Motorola Israel Ltd. с главным офисом в Тель-Авиве с численностью персонала 3000 человек.
Motorola Israel Ltd занималась разработкой и производством:
- автомобильной электроники
- систем АСУ
- информационных систем